# Ильенков, Эвальд Васильевич
Э́вальд Васи́льевич Илье́нков (18 февраля 1924, Смоленск — 21 марта 1979, Москва) — советский философ

, исследователь марксистско-ленинской диалектики.
Его работы посвящены различным вопросам марксистской теории познания, природы идеального, личности, творческой деятельности, а также психологии и педагогики, этики и эстетики. В области истории философии был исследователем наследия Спинозы и Гегеля, уделял много внимания критике позитивизма.
Идеи Ильенкова оказали большое влияние не только на собственно философские исследования, но и на такие научные дисциплины, как психология, в которой выдающийся советский и российский учёный В. В. Давыдов создал оригинальную концепцию видов обобщения в обучении, соединив идеи Э. В. Ильенкова с традицией Л. С. Выготского. Труды Эвальда Ильенкова издавались в Германии, Италии, Великобритании, Греции, Японии и других странах. Его идеи продолжают разрабатываться целым рядом современных философов США, Канады, Финляндии и других стран.

## Биография
Родился 18 февраля 1924 года в Смоленске в семье писателя В. П. Ильенкова и учительницы Елизаветы Ильиничны (Ильенковой).
В 1928 году семья переехала в Москву и с 1933 года Ильенковы поселились в доме Первого писательского кооператива.
В июне 1941 года окончил московскую среднюю школу № 170, в сентябре поступил на философский факультет МИФЛИ им. Н. Г. Чернышевского. Вместе с институтом в октябре-ноябре 1941 года эвакуировался в Ашхабад, где продолжил учёбу. В декабре 1941 года все факультеты МИФЛИ вошли в состав в МГУ, который также был эвакуирован в Ашхабад; в июле 1942 года МГУ переехал в Свердловск.
В августе 1942 года был призван в Красную Армию и направлен в Одесское артиллерийское училище имени М. В. Фрунзе в городе Сухой Лог Свердловской области. По окончании училища в октябре 1943 года в звании младшего лейтенанта направлен на Западный фронт, затем в состав 2‑го и 1‑го Белорусских фронтов. Командовал артиллерийским взводом, принимал участие в боевых действиях на Сандомирском плацдарме, с боями дошёл до Берлина, где встретил День Победы. За боевую доблесть награждён орденом Отечественной войны II степени и медалями. После окончания войны до августа 1945 года служил в составе контингента советских войск в Германии.
В августе 1945 года получил командировку в артиллерийский отдел газеты «Красная звезда» в Москве, где работал литературным сотрудником до февраля 1946 года, когда, демобилизовавшись, закончил службу в советской армии. После этого продолжил обучение на философском факультете МГУ, в апреле 1950 года был принят в члены КПСС. На выбор направления научного творчества Ильенкова большое влияние оказал декан философского факультета МГУ профессор Борис Степанович Чернышёв.
В июне 1950 года окончил обучение с отличием и с рекомендацией в аспирантуру МГУ по кафедре истории зарубежной философии. В аспирантуре его научным руководителем стал профессор Т. И. Ойзерман.
В 1953 году защитил кандидатскую диссертацию «Некоторые вопросы материалистической диалектики в работе К. Маркса „К критике политической экономии“», повлиявшую на выделение диалектической логики как направления марксистско-ленинской философии. Как вспоминал В. А. Вазюлин, Ильенков, будучи аспирантом, уже «оказывал влияние, по крайней мере, на часть студентов».

### Конфликт на философском факультете МГУ
В 1953 году начал вести на философском факультете МГУ спецсеминар, посвящённый логике «Капитала» Карла Маркса.
В апреле 1954 года появились тезисы «К вопросу о взаимосвязи философии и знаний о природе и обществе в процессе их исторического развития», авторами которых были Ильенков и Валентин Иванович Коровиков. В этих тезисах они доказывали, что философия не может решать проблемы специальных наук и может быть только теорией познания, изучая характер и природу научного знания. По их мнению, «философия есть наука о научном мышлении, о его законах и формах». Реальный мир философия изучает в той мере, в какой он находит своё идеальное выражение в человеческой мысли. Философия представляет собой рефлексию мышления, выражающую логику его собственных действий. Эти заявления оказали большое влияние на некоторых студентов философского факультета, в частности, на ученика Ильенкова В. А. Лекторского. Бывший в то время заведующим Отделом науки ЦК КПСС Алексей Матвеевич Румянцев критически оценил это сужение предмета философии.
В феврале—марте 1955 года на философском факультете МГУ проходила проверка «преподавания общественных наук и идейно-воспитательной работы» комиссии отдела науки и культуры ЦК КПСС. В отчёте комиссии тезисы Ильенкова и Коровикова оценивались как «рецидив давно разгромленного и осуждённого партией меньшевиствующего идеализма»; было выяснено, что «у части студентов и аспирантов имеется стремление уйти от насущных практических задач в область „чистой науки“, „чистого мышления“, оторванного от практики, от политики нашей партии. Некоторые студенты признались, что давно не читают газет». После проверки состояния дел на философском факультете МГУ комиссией ЦК КПСС взгляды Ильенкова были определены как «извращение философии марксизма».
25 и 29 марта состоялся Учёный совет философского факультета МГУ, на котором обсуждались тезисы Ильенкова и Коровикова, в итоге их обвинили в гегельянстве и лишили права преподавания в МГУ. Коровиков получил партийный выговор и был уволен из университета, Ильенков был отстранён от преподавания. По существу, критиковалось сведение предмета философии к гносеологии, в противовес онтологизации диалектического материализма. Эта позиция впоследствии критиковалась противниками Ильенкова как «гносеологизм». Вместе с тем в защиту Ильенкова высказался лидер итальянских коммунистов П. Тольятти. Первая же статья Ильенкова, посвящённая диалектике абстрактного и конкретного, была переведена и опубликована на итальянском языке в 1955 году.

### Работа в Институте философии АН СССР
В ноябре 1953 года был принят в сектор диалектического материализма Института философии АН СССР на должность младшего научного сотрудника, там он проработал вплоть до конца жизни.
В 1956 году им была написана книга «Диалектика абстрактного и конкретного в научно-теоретическом мышлении». При подготовке к публикации руководство Института философии настояло на ряде исправлений, в результате итоговый вариант был сокращён более чем на треть. Книга была выпущена в 1960 году под названием «Диалектика абстрактного и конкретного в „Капитале“ Маркса» в издательстве Академии наук, а в 1961 году Эвальд Ильенков получил должность старшего научного сотрудника. В этом же году он был направлен Институтом философии АН СССР для работы над проектом Программы КПСС в подгруппе «Вопросы науки и народного образования»  .
В первой половине 1960-х годов Ильенков участвовал в создании «Философской энциклопедии» в качестве автора; в процессе работы над вторым томом стал редактором раздела «диалектический материализм». В этом томе вышло сразу семь его статей. В этом же томе этого издания осенью 1962 года вышла известная статья Ильенкова «Идеальное». В августе-сентябре 1964 года Ильенков принимал участие в работе Международного Гегелевского конгресса в австрийском Зальцбурге.
В 1965 году Президиумом АН СССР Э. В. Ильенкову была присуждена премия им. Н. Г. Чернышевского с формулировкой «за цикл работ по истории и теории диалектики» (альтернативная формулировка: «за исследование актуальных проблем теории познания»).
Участник VI Международного Гегелевского философского конгресса в Праге. В 1968 году в издательстве Политиздат вышла его книга «Об идолах и идеалах», 26 ноября защитил докторскую диссертацию «К вопросу о природе мышления (на материалах анализа немецкой классической диалектики)».
В сентябре 1970 года участвовал в работе Международного философского конгресса в Берлине (ГДР).
В 1974 году выпущена монография «Диалектическая логика. Очерки истории и теории», которая считается исследователями главным историко-философским трудом Ильенкова ; весной 1976 года была написана книга «Диалектика идеального». С 1975 года и до конца жизни Ильенков руководил научным семинаром на психологическом факультете МГУ по приглашению декана А. Н. Леонтьева.

### Последние годы
В последние годы жизни Э. В. Ильенков много внимания уделял вопросам продуктивной силы воображения, творческой фантазии (в том числе в связи с вопросами эстетической деятельности, искусства).
Злоупотреблял крепким алкоголем.
21 марта 1979 года Эвальд Ильенков после затяжной депрессии покончил жизнь самоубийством, перерезав себе сонную артерию ножом для книжных переплётов. Решение о самоубийстве не было спонтанным: о нём он вскользь успел обмолвиться на похоронах А. Н. Леонтьева, декана факультета психологии МГУ им. М. В. Ломоносова и друга Эвальда. В конце жизни Ильенков чувствовал духовную опустошённость и внутреннее одиночество.
Похоронен рядом с отцом на Новодевичьем кладбище (участок № 8).

## Семья
В начале 1950-х годов Э. В. Ильенков женился на Ольге Салимовой (философ, педагог).
- Дочь — Иллеш, Елена Эвальдовна — психолог, журналист[19], супруга журналиста Андрея Иллеша (1949—2011)[20].

## Философские идеи
Согласно Ильенкову, философия, психология и педагогика являются одной наукой состоящей из трёх уровней:
- Философия изучает историческое развитие мышления, отражённое в истории мировой философии.
- Психология изучает становление и развитие мышления у отдельного индивида, которое он присваивает себе проходя в процессе обучения и воспитания все ступени Культуры.
- Педагогика — это сознательная организация процесса присвоения Культуры отдельным индивидом, включая мышление и речь[21].

«Космология духа»
В своей ранней работе «Космология духа» (середина 1950-х годов), написанной в аспирантские годы, Э. В. Ильенков дал чёткий ответ на вопрос о смысле и цели существования во Вселенной разумных существ. Согласно гипотезе Ильенкова, матерью-природой им суждено противостоять энтропии во Вселенной и, жертвуя собой, осуществить возвращение умирающих миров к исходному, «огнеобразному» состоянию. Смерть мыслящего духа становится творческим актом рождения новой Вселенной и в ней — иных разумных существ. Эта работа, названная самим Э. Ильенковым «философско-поэтической фантасмагорией», перекликается с позднейшим обращением Ильенкова к монистическому учению Б. Спинозы о мышлении как неотъемлемом свойстве природы.
Восхождение от абстрактного к конкретному
К числу важнейших достижений Ильенкова относится разработка метода восхождения от абстрактного к конкретному как ключа к пониманию диалектической логики как метода научного познания. Данную проблематику Ильенков разрабатывал на основе анализа того диалектического метода, которым пользовался К. Маркс в процессе работы над «Капиталом». Ильенков считал ошибочным абстрагирование как метод научного мышления, противопоставляя ему конкретизацию: его применение обусловлено необходимостью восхождения «…от неполного, одностороннего („абстрактного“) представления о предмете — ко всё более полному и всестороннему знанию о нём». Таким образом, Ильенков вслед за Марксом, у которого эти идеи сформулированы лишь в наиболее общей форме, переворачивает все традиционные представления об отношении абстрактного к конкретному. Ильенков резко критиковал эмпиризм и индукцию как непродуктивный метод в познании. В этой связи Ильенков пишет:

Не «индукция», направленная на отыскание абстракции, выражающей «общее» для всех частных случаев, а углубленный анализ одного частного случая, направленный на то, чтобы выявить искомый процесс в его «чистом виде», — таким был и путь философии везде и всегда, где и когда она действительно приходила к объективным открытиям.— Ильенков Э. В. Диалектика абстрактного и конкретного в научно-теоретическом мышлении. — М., 1997.
Следуя за Марксом, Ильенков понимал под «конкретным» «единство многообразного». Здесь Ильенков исходил из гегелевского положения о конкретности всякой истины. Развивая аргументацию Маркса, Ильенков формулирует следующую развёрнутую характеристику конкретного:

Конкретное, конкретность — это прежде всего синоним объективной взаимосвязи всех необходимых сторон реального предмета, данного человеку в созерцании и представлении, их внутренне необходимой взаимообусловленности. Под «единством» тем самым понимается сложная совокупность различных форм существования предмета, неповторимое сочетание которых характерно только для данного, и не для какого-нибудь иного предмета.— Ильенков Э. В. Диалектика абстрактного и конкретного в научно-теоретическом мышлении. — М., 1997. — С. 20.
При разработке этого метода Ильенков сформулировал проблему строения теоретической системы и её генезиса на основе некоторой «клеточки». Под последним подразумевается научно-теоретическое понятие как клеточка мышления, предпосылкой образования которой является абстракция (продукт выработки общего представления) и выделение соответствующего термина. При этом момент образования понятия уже выходит за пределы эмпирического анализа, который обеспечивает появление абстракции. Законы появления такого понятия выходят за пределы компетенции формальной логики и относятся к диалектическому мышлению: подлинным предметом мышления в понятиях являются не абстрактные сходства, а «исторически сложившиеся всеобщие формы взаимодействия». Последующее же движение мысли должно быть направлено на выработку такого теоретического обобщения, которое отражало бы «объективное конкретное существо данных». В этой связи обязательным требованием к «конкретно-всеобщему понятию» является заключение «в себе» «богатства частностей в своих конкретных теоретических определениях». Характерным примером такого «конкретно-всеобщего» определения Ильенкову служит человек как «существо, которое производит орудия труда», поскольку из этого свойства (производство орудий производства), по Ильенкову, выводится все многообразие исторических форм человеческого существования.
Ильенков проанализировал связь метода восхождения с проблематикой диалектики логического и исторического и проблемой разрешения противоречий в теоретическом мышлении. Идеи Ильенкова относительно диалектики абстрактного и конкретного, сформулированные в гегелевско-марксовской традиции, своеобразно предвосхитили разработку проблематики, которой западные специалисты по логике и методологии науки стали заниматься (в рамках традиции аналитической философии) полтора десятка лет спустя. Его разработка проблем ядра теории, по мнению В. А. Лекторского, соприкасается с лакатосовским методом научных исследовательских программ, а развивавшаяся Ильенковым критика философского эмпиризма сопрягается с тем, что позднее стало обсуждаться как проблема теоретической нагруженности эмпирического факта. Книга Ильенкова о методе восхождения от абстрактного к конкретному в теоретическом мышлении была закончена в середине 1950-х годов. Эта книга, основанная на написанной четырьмя годами ранее рукописи «Диалектика абстрактного и конкретного в научно-теоретическом мышлении», увидела свет в 1960 году и сокращённая более чем на треть и с иным заглавием — «Диалектика абстрактного и конкретного в „Капитале“ К. Маркса». Годом позже в полном объёме она была издана на итальянском (переиздана в 1975 году), а затем и на многих других языках мира. Суть развиваемого Ильенковым логического метода заключалась в том, как теоретическое мышление прослеживает процесс формирования предмета, начиная с простейшей, самой абстрактной формы его бытия и заканчивая наиболее развитыми и конкретными его формами. Энергию этому историческому процессу всегда сообщает особое противоречие, кроющееся в субстанции данного предмета (в данном предмете как причины или совокупности причин существования самого себя в наиболее обобщённом, или наиболее конкретном, виде). Всякая новая форма, принимаемая предметом, возникает в качестве средства разрешения этого противоречия непосредственно в точке столкновения характеризующих его бытие противоположных сторон, или «моментов» проявления его субстанции. Истина есть не что иное, как противоречие, взятое в том виде, в каком оно разрешается самим предметом рассмотрения не только в сознании, но и в объективной реальности, это сознание предполагающей, а диалектическая логика — это учение о формировании и бытии метода конкретного разрешения реальных противоречий.
Идеальное
Большой заслугой Ильенкова следует признать актуализацию и материалистическое решение проблемы идеального — одной из важнейших традиционных тем философии. В общем виде оно было изложено в одноимённой статье, вышедшей осенью 1962 года в «Философской энциклопедии» и незамедлительно вызвавшей полемику в философских кругах, более детально — в статьях «Проблема идеала в философии» и «Проблема идеального», вышедших в журнале «Вопросы философии». Итог своим исследованиям Ильенков подвёл в рукописи «Диалектика идеального», написанной весной 1976 года. Однако автору не довелось увидеть её напечатанной на родном языке (незадолго до смерти Ильенкова вышла сокращённая почти вдвое и изменённая редактором англоязычная версия работы).
В серии своих публикаций Ильенков не только убедительно показал развитие понятия идеального как закономерный и крайне важный этап философской мысли, но и в известной степени «реабилитировал» творческое наследие Платона, Фихте и Гегеля, изучению идей которых он уделял исключительное внимание.

Идеализм — не следствие элементарной ошибки наивного школьника, вообразившего грозное привидение там, где на самом деле ничего нет. Идеализм — это спекулятивная интерпретация объективности идеальной формы, то есть факта её независимого от воли и сознания индивидов существования в пространстве человеческой культуры.— Ильенков Э. В. Диалектика идеального.
Одновременно с признанием положительной роли объективного идеализма Ильенков резко критикует подход к идеальному как к психическому или физиологическому феномену, характерному как для эмпиризма XVI века, так и для позднейшего позитивизма.

Простое отождествление «идеального» с «психическим вообще», обычное для XVII—XVIII веков, не давало возможности даже просто четко сформулировать специально философскую проблему, нащупанную уже Платоном, — проблему объективности всеобщего, объективности всеобщих (теоретических) определений действительности, то есть природу факта их абсолютной независимости от человека и человечества, от специального устройства человеческого организма, его мозга и его психики с её индивидуально-мимолетными состояниями, — иначе говоря, проблему истинности всеобщего, понимаемого как закон, остающийся инвариантным во всех многообразных изменениях «психических состояний» и не только «отдельной личности», а и целых духовных формаций, эпох и народов. — Ильенков Э. В. Проблема идеального.
По мысли Ильенкова, противостояние домарксистского материализма и объективного метафизического идеализма, достигшего своей кульминации в творчестве Гегеля, было снято появлением диалектического материализма. Представление объективных идеалистов о существовании некоего метафизического Абсолюта отражало, пусть и в мистифицированной форме, существование надперсональной идеальной реальности; недиалектический материализм (равно как и вульгарный материализм XIX—XX вв., с которым Ильенков активно боролся), в свою очередь, не мог решить психофизиологическую проблему иначе как методом Декарта — путём отказа от монизма в пользу дуализма (а значит, и отказа от материализма как такового).
Идеальное понимается Ильенковым как «…субъективный образ объективной реальности, то есть отражение внешнего мира в формах деятельности человека, в формах его сознания и воли». В качестве ориентира Ильенкову служили известные слова Маркса об идеальном как о «пересаженном в человеческую голову» и «преобразованном ею» материальном. Исходя из методологии, применяемой Марксом при анализе товарно-денежных отношений (деньги как «идеальная реальность» товарного мира) Ильенков развил концепцию «идеального» как формирующейся в процессе предметно-практической деятельности человека репрезентации («объективного представления») — такого своеобразного отношения между материальными объектами (вещами, процессами, событиями, состояниями), когда один из них, оставаясь самим собой, выступает в роли представителя другого объекта — его «всеобщей природы», инвариантной закономерности. Термином «идеальное» у Ильенкова обозначается отношение между, по крайней мере, двумя разными вещами, одна из которых представляет сущность другой как форма человеческой деятельности. Чтобы выражение сущности вещи было идеальным, материалом для него должно стать общественно значимое тело другой вещи. Вещь как бы вручает свою «душу» этой другой вещи, чтобы та сделала её своим символом. Так, дипломат не только реально, но и символически представляет свою страну, деньги представляют стоимость всех товаров, а слова — значение разных вещей в культуре. таким образом, следуя логике Ильенкова, «… идеальное осуществляется в символе и через символ, то есть через внешнее, чувственно воспринимаемое, видимое или слышимое тело слова». Телом идеального является, таким образом, любая созданная человеком вещь, опосредствующая отношения между людьми, а тем самым берущая на себя необходимые для этого, в том числе символические, функции.
Таким образом, идеальное есть представление в ином и через иное, притом так или иначе это представление, соответствующее сути дела, и представление это, являясь частью общественного производства человеческой жизни, тем самым производится как таковое не мозгом, хотя и посредством мозга. Идеальное, по Ильенкову, имеет общественно-историческую природу, чем оно принципиально отличается от биологической природы явлений индивидуальной человеческой психики. Иными словами, сознание человека идеально, однако идеальное не сводится лишь к феноменам индивидуального человеческого сознания, и далеко не всякое явление человеческой психики является идеальным. Более того, идеальное никоим образом не сводится к механическому суммированию «психических состояний отдельных лиц». Позиция Ильенкова в этих вопросах противостоит узко-эмпирической трактовке идеального как собирательного названия для любого психического феномена, распространённой в островной философской традиции (Локк, Беркли, Юм и другие). Идеальное, таким образом, выражается в тех формах человеческого знания, «…которые обусловливаются и объясняются не капризами личностной психофизиологии, а чем-то гораздо более серьёзным, чем-то стоящим над индивидуальной психикой и совершенно от неё не зависящим». Таким образом, к идеальному относится комплекс явлений, обладающих объективностью (независимостью от индивидуального человеческого знания). К ним относятся нормы бытовой культуры, язык, юридические нормы, принципы мышления и так далее, иначе говоря, все те особым образом организованные явления действительности, которые человек усваивает с рождения, в готовом виде. Идеальное, иначе говоря, всецело принадлежит исторически сложившемуся общественному (коллективному) сознанию людей.

Непосредственно эта власть общественного целого над индивидом обнаруживается и выступает в виде государства, политического строя общества, в виде системы моральных, нравственных и правовых ограничений, норм общественного поведения и, далее, эстетических, логических и прочих нормативов и критериев— Ильенков Э. В. Идеальное // Философская энциклопедия. — Т. 2.
В процессе производства человеком в своей жизнедеятельности идеального продукта человек совершает акт идеализации действительности (процесс превращения материального в идеальное), а с возникновением идеальное становится, в свою очередь, условием материального производства (акт материализации, или опредмечивания идеального). Этот непрерывный процесс перехода материального в идеальное и наоборот подчиняется особым диалектическим закономерностям, порождая всё новые и новые циклы, и свойственен только для «общественно-исторической жизнедеятельности человека». Исходя из этого идеальное и реальное являются диалектическими категориями, каждая из которых может быть понята только в диалектически противоречивом взаимодействии.
Сознание и воля действуют в этой связи как формы идеального освоения человеком мира культуры.
В частности, Д. Бэкхёрст, основной исследователь наследия Ильенкова в англоязычном мире, считает нужным сближать понятия идеального с платонизмом, а Т. Рокмор видит в этой концепции пересечение с «космологическим плюрализмом» Поппера.
Тождество бытия и мышления
Одна из основных проблем, над которой бился мыслитель — снятие картезианской дихотомии субъективного и объективного, сознания как чего-то чисто «внутреннего» и внешней реальности. Переводя на язык науки, эта проблема определяется как отношение знания (совокупность понятий, теоретических представлений и так далее) и предмета этого знания. Проблема в классическом виде была сформулирована Р. Декартом как несоотносимость мышления, раскрывающегося в понятиях, и бытия вещей, определяющегося через их протяжённость. В этой связи Ильенков, следуя идее Спинозы, у которого мышление и протяжённость представлены не как две субстанции, а как «…два атрибута, выражающие одну и ту же субстанцию», развивал идею о «тождестве бытия и мышления», имея в виду, что содержание мышления (и сознания вообще) характеризует не сознание, а саму реальную предметность. Эти идеи философа противоречили официальной трактовке «ленинской теории отражения», принятой в советской философии, за что он подвергался идеологической критике. В то же время можно обнаружить близость его идей к традиции «прямого реализма», влиятельной в философии XX века. Одновременно Ильенков подчёркивал, что реальность даётся сознанию человека в формах его деятельности, развивая традицию Фихте, Гегеля и Маркса и давая философскую интерпретацию психологической теории деятельности, развитой отечественными учёными (С. Л. Рубинштейн, Л. С. Выготский, А. Н. Леонтьев). В этом же контексте может быть понята концепция идеального, которое истолковывается Ильенковым как способность человека строить свою деятельность в согласии с формой любого другого тела, а также с перспективой изменения этого тела в ходе развития культуры. Последняя и является первоначальной формой бытия идеального, которое, таким образом, первоначально и исходно существует не в голове человека, не в его сознании, а в исторически развивающихся формах деятельности в культуре. Это даёт ключ к пониманию и субъективных форм идеального, и человеческой личности. Его решение проблемы, снимающее традиционную философскую дихотомию психологизма и антипсихологизма, было также объявлено крамолой, так как не вписывалось в примитивный психологизм официального истолкования диалектического материализма. В то же время эта концепция оказала влияние на теорию и практику отечественной тифлосурдопедагогики, в частности, на исследование проблемы психического (личностного) развития слепоглухонемого ребёнка (работы А. И. Мещерякова).

## Педагогическая деятельность
Разработка проблем универсальности человека и его воображения обусловила обращение Ильенкова к вопросам личности и творчества, основанной на теоретическом обосновании К. Марксом и Ф. Энгельсом необходимости универсального, всестороннего и гармоничного развития личности. Согласно Ильенкову, личность обнаруживает себя при условии, когда индивид производит некоторый всеобщий продукт, оказывающий обновляющее влияние на судьбы других индивидов. Личность может опережать в своих устремлениях коллектив, если тот ориентируется на устаревшие образцы и нормы деятельности. Неповторимость подлинной личности, по Ильенкову, состоит именно в том, что она по-своему открывает нечто новое для всех. Понятия личности, свободы и таланта, согласно Ильенкову, синонимичны. Ильенков разрабатывал специальные вопросы психологии и педагогики. Он дал философское обоснование системы воспитания слепоглухонемых, созданной И. А. Соколянским и А. И. Мещеряковым. Ильенков опубликовал ряд работ, посвящённых умственному воспитанию учащихся, проанализировал своеобразие типов мышления в их связи с различными формами культуры. Ильенков развил представления о культурно-исторической природе психических функций и способностей человека, а также о развивающей функции образования. Широкую известность, в частности, получила статья Ильенкова «Школа должна учить мыслить!» (1964) о функциях начальной школы. С конца 1960-х годов Ильенков участвовал в экспериментах, проводившихся А. И. Мещеряковым в Загорском интернате для слепоглухонемых детей (ныне г. Сергиев Посад). Ильенков написал ряд работ, в которых обосновывал, что даже слепые и глухие от рождения могут со временем стать полноценными членами общества при надлежащем методе воспитания и обучения. С 1971 г. при участии Ильенкова осуществлялся эксперимент по обучению на психологическом факультете МГУ четырёх слепоглухонемых учеников Мещерякова. После смерти Мещерякова в 1974 году Ильенков неофициально руководил обучением «четвёрки». Один из его учеников, слепоглухой А. В. Суворов, сумел окончить психологический факультет МГУ и впоследствии защитить кандидатскую и докторскую диссертации.

## Общественно-политические взгляды
В середине 1960-х годов Ильенков получил возможность принять участие в ряде международных конгрессов, в частности, в Зальцбурге и Праге. На симпозиум в университет Нотр-Дам в США Ильенков выпущен не был, однако текст его доклада был опубликован в сборнике материалов симпозиума. В тезисах «Маркс и западный мир» Ильенков, в частности, поднимает важную проблему отчуждения. Апеллируя к Марксу, Ильенков заявляет при этом, что при социализме преодоление отчуждения осуществлено не было.

Согласно же Марксу, формально-юридическое «обобществление собственности», учреждаемое политической революцией, есть всего-навсего первый (хотя и необходимо первый) шаг, есть лишь первый этап действительного «обобществления». Он создаёт лишь формальные — юридические и политические — условия sine qua non реального «присвоения человеком отчуждённого от него богатства».
— Ильенков Э. В. Маркс и западный мир.
Согласно Ильенкову, подлинное преодоление отчуждения труда должно было наступить с превращением частной собственности в «реальную собственность каждого индивида, каждого члена этого общества». Ильенков всерьёз верил в возможность построения коммунизма за двадцать лет и по мере приближения указанного в программе КПСС срока, о котором кроме него никто не вспоминал, переживал расхождение реальности с идеологией как личное поражение. Тяжело переживал китайско-вьетнамскую войну 1979 года, противоречившую его коммунистическим представлениям.

## Наследие
Проблематика разрабатывавшихся Ильенковым тем была продолжена его учениками и единомышленниками, в частности, С. Н. Мареевым, А. Д. Майданским и другими. Его творчество изучалось рядом зарубежных исследователей, ведущими специалистами по теоретическому наследию Ильенкова являются Веса Ойттинен (Хельсинкский университет) и Дэвид Бакхерст (университет Квинс, Канада). С 1991 года его учениками проводятся ежегодные Ильенковские чтения, в которых принимают участие учёные из Германии, Финляндии, Великобритании, Канады и США.
В 2019 году началось издание собрания сочинений Ильенкова в 10 томах.

## Основные работы
- К вопросу о природе мышления (на материалах анализа немецкой классической диалектики): Автореферат диссертации на соискание учёной степени доктора философских наук
- Космология духа
- Диалектика абстрактного и конкретного в «Капитале» К. Маркса
- Диалектика абстрактного и конкретного в научно-теоретическом мышлении
- Об идолах и идеалах
- Диалектика идеального
- Учитесь мыслить смолоду
- Философия и культура
- Диалектическая логика: Очерки истории и теории
- Школа должна учить мыслить
- Ленинская диалектика и метафизика позитивизма. — М.: Политиздат, 1980.
- Собрание сочинений: в десяти томах. — М.: Канон-плюс, 2019 — н. в.
  - Т. 1: Абстрактное и конкретное. — 2019. — 463 с.
  - Т. 2: Категории. — 2020 [то есть 2019]. — 495 с.
  - Т. 3: Идеал. — 2020 [то есть 2019]. — 511 с.
  - Т. 4: Диалектическая логика. — 2020. — 463 с.
  - Т. 5: Диалектика идеального. — 2021. — 447 с.
  - Т. 6: Философская энциклопедия. — 2022. — 511 с.
  - Т. 7: Логика Маркса. — 2023. — 543 с.
  - Т. 8: История диалектики. — 2024. — 544 с.